# Acétate de linalyle
L'acétate de linalyle est un composé chimique de formule brute C12H20O2. C'est un ester de la famille des terpènes. 
L'acétate de linalyle est l'un des principaux composés des huiles essentielles de lavande et de bergamote.

## Structure et propriété
L'acétate de linalyle existe sous la forme de deux énantiomères, R et S, en fonction de la configuration du carbone 3.
C'est un liquide incolore, à l'odeur douceâtre, très peu inflammable, mais en cas de chauffage important, il s'enflamme sans source de flamme extérieure. Il est légèrement soluble dans l'eau et légèrement volatil.

## Utilisation
L'acétate de linalyle est principalement utilisé en parfumerie. L'odeur de l'un de ses énantiomères est l'une des composantes de l'arôme de lavande.
En raison de sa relative stabilité en milieu basique, il est utilisé pour parfumer des savons ou des lessives.

## Obtention

### Présence dans la nature
L'acétate de linalyle se trouve en quantité importante dans l'huile essentielle de lavande (30 à 60 %), la sauge sclarée et l'huile de bergamote.

### Synthèse
L'acétate de linalyle est obtenu par estérification de l'alcool correspondant, le linalol. 